# Mistrzostwa Świata w Piłce Nożnej 1954 (eliminacje)
Eliminacje do Mistrzostw Świata w Piłce Nożnej 1954 trwały od 9 maja 1953 do 4 kwietnia 1954 i były czwartymi tego typu rozgrywkami w historii (bowiem kwalifikacji do Mistrzostw Świata w 1930 nie przeprowadzono). Termin zgłoszeń upływał 31 stycznia 1953. Zgłoszono do nich 45 reprezentacji narodowych z 5 konfederacji kontynentalnych, jednak faktyczny udział w rywalizacji wzięło 36 drużyn (tj. rozegrało przynajmniej jeden mecz). Losowanie eliminacji odbyło się 15 lutego 1953 na posiedzeniu Komitetu Organizacyjnego FIFA w Zurychu.
W ramach eliminacji mistrzostw świata 1954 rozegrano łącznie 57 spotkań, w których zdobyto 208 bramek, co daje średnią 3,65 gola na mecz.

## Europa

### Grupa 1
| Poz | Zespół     | Pkt | M | W | R | P | Br+ | Br− | +/− |
| --- | ---------- | --- | - | - | - | - | --- | --- | --- |
| 1   | RFN        | 7   | 4 | 3 | 1 | 0 | 12  | 3   | +9  |
| 2   | Kraj Saary | 3   | 4 | 1 | 1 | 2 | 4   | 8   | -4  |
| 3   | Norwegia   | 2   | 4 | 0 | 2 | 2 | 4   | 9   | -5  |

| 24 czerwca 1953 | Norwegia · Gunnar Toresen 2' · Knut Dahlen 15' | 2:3(2:2) | Kraj Saary · 16' Herbert Binkert · 30' Werner Otto · 52' Gerhard Siedl | Stadion Bislett, Oslo Widzów: 22 tys. Sędzia: Just Bronkorst |
|                 |                                                |          |                                                                        |                                                              |

| 19 sierpnia 1953 | Norwegia · Harald Hennum 41' | 1:1(1:1) | RFN · 44' Fritz Walter | Ullevaal Stadion, Oslo Widzów: 32 300 Sędzia: W. Aussen |
|                  |                              |          |                        |                                                         |

| 11 października 1953 | RFN · Max Morlock 13', 51' · Horst Schade 71' | 3:0(1:0) | Kraj Saary | Neckarstadion, Stuttgart Widzów: 55 tys. Sędzia: Karel van der Meer |
|                      |                                               |          |            |                                                                     |

| 8 listopada 1953 | Kraj Saary | 0:0 | Norwegia | Ludwigsparkstadion, Saarbrücken Widzów: 45 tys. Sędzia: Leo Horn |
|                  |            |     |          |                                                                  |

| 22 listopada 1953 | RFN · Max Morlock 31', 63' · Ottmar Walter 69' · Fritz Walter 80' · Helmut Rahn 82' | 5:1(1:1) | Norwegia · 27' Hans Nordahl | Volksparkstadion, Hamburg Widzów: 75 tys. Sędzia: Alf Luty |
|                   |                                                                                     |          |                             |                                                            |

| 28 marca 1954 | Kraj Saary · Herbert Martin 69' (k) | 1:3(0:1) | RFN · 37', 51' Max Morlock · 83' Hans Schäfer | Ludwigsparkstadion, Saarbrücken Widzów: 50 tys. Sędzia: Just Btonkhorst |
|               |                                     |          |                                               |                                                                         |

### Grupa 2
| Poz | Zespół    | Pkt | M | W | R | P | Br+ | Br− | +/− |
| --- | --------- | --- | - | - | - | - | --- | --- | --- |
| 1   | Belgia    | 7   | 4 | 3 | 1 | 0 | 11  | 6   | +5  |
| 2   | Szwecja   | 3   | 4 | 1 | 1 | 2 | 9   | 8   | +1  |
| 3   | Finlandia | 2   | 4 | 0 | 2 | 2 | 7   | 13  | -6  |

| 25 maja 1953 | Finlandia · Kalevi Lehtovirta1 51', 77' | 2:4(0:3) | Belgia · 7', 25', 79' Henri Coppens · 9' Leopold Anoul | Olympiastadion, Helsinki Widzów: 20 051 Sędzia: Leo Helge |
|              |                                         |          |                                                        |                                                           |

1 Możliwe, że pierwszą bramkę dla Finlandii strzelił Olavi Lahtinen.
| 28 maja 1953 | Szwecja · Sylve Bengtsson 20' · Arne Selmosson 26' | 2:3(2:3) | Belgia · 28' Leopold Anoul · 38' Jean Straetmans · 41' Victor Lemberechts | Råsunda Stadion, Solna Widzów: 31 491 Sędzia: Jack Mowat |
|              |                                                    |          |                                                                           |                                                          |

| 5 sierpnia 1953 | Finlandia · Kalevi Lehtovirta 63' · Olavi Lahtinen 67' · Nils Rikberg 70' | 3:3(0:2) | Szwecja · 9', 71' Nils-Åke Sandell · 23' Hans Persson | Olympiastadion, Helsinki Widzów: 13 849 Sędzia: Finn Balstad |
|                 |                                                                           |          |                                                       |                                                              |

| 16 sierpnia 1953 | Szwecja · Gösta Sandberg 22' · Nils-Åke Sandell 24', 61' · Herbert Sandin 56' | 4:0(2:0) | Finlandia | Råsunda Stadion, Solna Widzów: 27 161 Sędzia: Axel Asmussen |
|                  |                                                                               |          |           |                                                             |

| 23 września 1953 | Belgia · Mathieu Bollen 23', 30' | 2:2(2:0) | Finlandia · 83' Olavi Lahtinen · 90' Jorma Vaihela | Stadion Heysel, Bruksela Widzów: 31 491 Sędzia: Rene Baumberger |
|                  |                                  |          |                                                    |                                                                 |

| 8 października 1953 | Belgia · Henri Coppens 33' · Victor Mees 75' | 2:0(1:0) | Szwecja | Stadion Heysel, Bruksela Widzów: 31 563 Sędzia: Klaas Schipper |
|                     |                                              |          |         |                                                                |

### Grupa 3
| Poz | Zespół            | Pkt | M | W | R | P | Br+ | Br− | +/− |
| --- | ----------------- | --- | - | - | - | - | --- | --- | --- |
| 1   | Anglia            | 6   | 3 | 3 | 0 | 0 | 11  | 4   | +7  |
| 2   | Szkocja           | 3   | 3 | 1 | 1 | 1 | 8   | 8   | 0   |
| 3   | Irlandia Północna | 2   | 3 | 1 | 0 | 2 | 4   | 7   | -3  |
| 4   | Walia             | 1   | 3 | 0 | 1 | 2 | 5   | 9   | -4  |

| 3 października 1953 | Irlandia Północna · Norman Lockhart 72' (k) | 1:3(0:0) | Szkocja · 52', 63' Charlie Fleming · 81' Jackie Henderson | Windsor Park, Belfast Widzów: 58 248 Sędzia: Arthur Ellis |
|                     |                                             |          |                                                           |                                                           |

| 10 października 1953 | Walia · Ivor Allchurch 23' | 1:4(1:1) | Anglia · 45', 48' Dennis Wilshaw · 52', 53' Nat Lofthouse | Ninian Park, Cardiff Widzów: 61 tys. Sędzia: Charlie Fautless |
|                      |                            |          |                                                           |                                                               |

| 4 listopada 1953 | Szkocja · Allan Brown 19' · Bobby Johnstone 42' · Laurie Reilly 58' | 3:3(2:0) | Walia · 49', 88' John Charles · 73' Ivor Allchurch | Hampden Park, Glasgow Widzów: 71 378 Sędzia: Thomas Mitchell |
|                  |                                                                     |          |                                                    |                                                              |

| 11 listopada 1953 | Anglia · Harold Hassall 1', 57' · Nat Lofthouse 74' | 3:1(1:0) | Irlandia Północna · 54' Eddie McMorran | Goodison Park, Liverpool Widzów: 70 tys. Sędzia: Robert Smith |
|                   |                                                     |          |                                        |                                                               |

| 31 marca 1954 | Walia · John Charles 80' | 1:2(0:1) | Irlandia Północna · 0'40'', 52' Peter McParland | Racecourse Ground, Wrexham Widzów: 32 817 Sędzia: Charlie Faultless |
|               |                          |          |                                                 |                                                                     |

| 3 kwietnia 1954 | Szkocja · Allan Brown 7' · Willie Ormond 89' | 2:4(1:1) | Anglia · 13' Ivor Broadis · 50' Johnny Nicols · 68' Ronnie Allen · 83' Jimmy Mullen | Hampden Park, Glasgow Widzów: 134 544 Sędzia: Thomas Mitchell |
|                 |                                              |          |                                                                                     |                                                               |

### Grupa 4
| Poz | Zespół     | Pkt | M | W | R | P | Br+ | Br− | +/− |
| --- | ---------- | --- | - | - | - | - | --- | --- | --- |
| 1   | Francja    | 8   | 4 | 4 | 0 | 0 | 20  | 4   | +16 |
| 2   | Irlandia   | 4   | 4 | 2 | 0 | 2 | 8   | 6   | +2  |
| 3   | Luksemburg | 0   | 4 | 0 | 0 | 4 | 1   | 19  | -18 |

| 20 września 1953 | Luksemburg · Antoine Kohn 6' | 1:6(1:4) | Francja · 5' Roger Piantoni · 10' Raymond Kopa · 41' Raymond Cicci · 44' Léon Glovacki · 73' Edouard Kargu · 88' Pierre Flamion | Stade Municipal, Luksemburg Widzów: 15 tys. Sędzia: Ernst Dorflinger |
|                  |                              |          | |                                                                      |

| 4 października 1953 | Irlandia · Davy Walsh 53' (k), 83' · Reg Ryan 53' · Frank O’Farrell 88' | 3:5(0:2) | Francja · 23' Léon Glovacki · 41' Armand Penverne · 49', 67' Joseph Ujlaki · 72' Pierre Flamion | Dalymount Park, Dublin Widzów: 45 tys. Sędzia: Laurent Franken |
|                     |                                                                         |          |                                                                                                 |                                                                |

| 28 września 1953 | Irlandia · Arthur Fitzsimons 20', 75' · Reg Ryan 47' (k) · Tommy Eglington 62' | 4:0(1:0) | Luksemburg | Dalymount Park, Dublin Widzów: 20 tys. Sędzia: Alf Bond |
|                  |                                                                                |          |            |                                                         |

| 25 listopada 1953 | Francja · Roget Paintoni 72' | 1:0(0:0) | Irlandia | Parc des Princes, Paryż Widzów: 32 265 Sędzia: Luc van Nuffel |
|                   |                              |          |          |                                                               |

| 27 grudnia 1953 | Francja · Jean Desgranges 2', 88' · Jean Vinvent 6', 10' · Just Fontaine 21', 75', 80' · Jacques Foix 57' | 8:0(4:0) | Luksemburg | Parc des Princes, Paryż Widzów: 20 146 Sędzia: Francois Roeyhens |
|                 | |          |            |                                                                  |

| 7 marca 1954 | Luksemburg | 0:1(0:0) | Irlandia · 62' George Cummins | Stade Municipal, Luksemburg Widzów: 20 tys. Sędzia: W. Aussen |
|              |            |          |                               |                                                               |

### Grupa 5
| Poz | Zespół     | Pkt | M | W | R | P | Br+ | Br− | +/− |
| --- | ---------- | --- | - | - | - | - | --- | --- | --- |
| 1   | Austria    | 3   | 2 | 1 | 1 | 0 | 9   | 1   | +8  |
| 2   | Portugalia | 1   | 2 | 0 | 1 | 1 | 1   | 9   | -8  |

| 26 września 1953 | Austria · Ernst Ocwirk 13' · Erich Probst 14', 19', 31', 58', 71' · Ernst Happel 67' · Theodor Wagner 82' · Robert Dienst 87' | 9:1(4:0) | Portugalia · 60' José Águas | Praterstadion, Wiedeń Widzów: 60 tys. Sędzia: Henri Bauwens |
|                  | |          |                             |                                                             |

| 29 listopada 1953 | Portugalia | 0:0 | Austria | Estadio Nacional, Lizbona Widzów: 60 tys. Sędzia: Louis Fanquemberghe |
|                   |            |     |         |                                                                       |

### Grupa 6
| Poz | Zespół    | Pkt | M | W | R | P | Br+ | Br− | +/− |
| --- | --------- | --- | - | - | - | - | --- | --- | --- |
| 1=  | Hiszpania | 2   | 2 | 1 | 0 | 1 | 4   | 2   | +2  |
| 1=  | Turcja    | 2   | 2 | 1 | 0 | 1 | 2   | 4   | -2  |

O awansie zdecydował mecz dodatkowy.
| 6 stycznia 1954 | Hiszpania · Venancio Pérez 12' · Agustín Gaínza 47' · Miguel Gonzalez 48' · Rafael Alsua II 65' | 4:1(1:1) | Turcja · 31' Recep Adanır | Estadio Chamartín, Madryt Widzów: 50 tys. Sędzia: Raymond Vincenti |
|                 |                                                                                                 |          |                           |                                                                    |

| 14 marca 1954 | Turcja · Burhan Sargın 16' | 1:0(1:0) | Hiszpania | Mithat Paşa, Stambuł Widzów: 50 tys. Sędzia: Emil Schmetzer |
|               |                            |          |           |                                                             |

#### Mecz dodatkowy
| 17 marca 1954 | Turcja · Burhan Sargın 32' · Suat Mamat 65' | 2:2 (po dogrywce)(2:2; 2:2; 1:1) | Hiszpania · 18' José Luis Arteche · 79' Adrián Escudero | Stadio Olimpico, Rzym, Włochy Sędzia: Giovanni Bernardi |
|               |                                             |                                  |                                                         |                                                         |

 Turcja awansowała po losowaniu.

### Grupa 7
31 stycznia 1953 Sekcja Piłki Nożnej Głównego Komitetu Kultury Fizycznej (organu działającego od 4 lutego 1951 w miejsce rozwiązanego tego samego dnia PZPN) zgłosiła reprezentację Polski do udziału w eliminacjach mistrzostwa świata 1954. Podczas przeprowadzonego 15 lutego 1953 na posiedzeniu Komitetu Organizacyjnego FIFA w Zurychu losowania eliminacji, Polska trafiła na Węgry. O wynikach losowania nie poinformowano opinii publicznej w Polsce, a w marcu 1953 r. (dokładna data nie jest znana) Prezydium Sekcji Piłki Nożnej Głównego Komitetu Kultury Fizycznej - również w tajemnicy - wycofało polską kadrę narodową z udziału w eliminacjach, wobec czego automatyczny awans do mistrzostw świata 1954 uzyskali Węgrzy. Oficjalne powody wycofania Polski z udziału w eliminacjach nigdy nie zostały ujawnione, jednak - z dużą dozą prawdopodobieństwa - można domyślać się, że ówczesne władze zarówno piłkarskie, jak i państwowe obawiały się wysokich porażek „biało-czerwonych” w dwumeczu przeciwko „węgierskiej złotej jedenastce”.
| Poz | Zespół | Pkt                     | M                       | W                       | R                       | P                       | Br+                     | Br−                     | +/−                     |
| --- | ------ | ----------------------- | ----------------------- | ----------------------- | ----------------------- | ----------------------- | ----------------------- | ----------------------- | ----------------------- |
| –   | Węgry  | awans                   | awans                   | awans                   | awans                   | awans                   | awans                   | awans                   | awans                   |
| –   | Polska | rezygnacja po losowaniu | rezygnacja po losowaniu | rezygnacja po losowaniu | rezygnacja po losowaniu | rezygnacja po losowaniu | rezygnacja po losowaniu | rezygnacja po losowaniu | rezygnacja po losowaniu |

Polska wycofała się, rezygnując z udziału w eliminacjach przed ich rozpoczęciem. Węgry awansowały bez gry.

### Grupa 8
| Poz | Zespół         | Pkt | M | W | R | P | Br+ | Br− | +/− |
| --- | -------------- | --- | - | - | - | - | --- | --- | --- |
| 1   | Czechosłowacja | 7   | 4 | 3 | 1 | 0 | 5   | 1   | +4  |
| 2   | Rumunia        | 4   | 4 | 2 | 0 | 2 | 5   | 5   | 0   |
| 3   | Bułgaria       | 1   | 4 | 0 | 1 | 3 | 3   | 7   | -4  |

| 14 czerwca 1953 | Czechosłowacja · Emil Pažický 54' · František Vlk 63' | 2:0(0:0) | Rumunia | Českosl.armády Strahov, Praga Widzów: 50 tys. Sędzia: János Pósa |
|                 |                                                       |          |         |                                                                  |

| 28 czerwca 1953 | Rumunia · Iosif Petschowski 20', 30' · Alexanru Ene 82' | 3:1(2:0) | Bułgaria · 55' Dobromir Taszkow | Stadionul Republicii, Bukareszt Widzów: 60 tys. Sędzia: Gerhard Schulz |
|                 |                                                         |          |                                 |                                                                        |

| 6 września 1953 | Bułgaria · Stefan Bożkow 53' (k) | 1:2(0:2) | Czechosłowacja · 8', 40' František Vlk | Stadion im. Wasyla Lewskiego, Sofia Widzów: 40 tys. Sędzia: Grzegorz Aleksandrowicz |
|                 |                                  |          |                                        |                                                                                     |

| 11 października 1953 | Bułgaria · Iwan Kolew 11' | 1:2(1:1) | Rumunia · 10' Gavril Serfözö · 52' Valeriu Calinoiu | Stadion im. Wasyla Lewskiego, Sofia Widzów: 40 tys. Sędzia: Andor Dorogi |
|                      |                           |          | kartki: · ?' Alexandru Ene                          |                                                                          |

| 25 października 1953 | Rumunia | 0:1(0:1) | Czechosłowacja · 38' (k) František Šafránek | Stadionul 23 August, Bukareszt Widzów: 90 tys. Sędzia: Gerhard Schulz |
|                      |         |          |                                             |                                                                       |

| 8 listopada 1953 | Czechosłowacja | 0:0 | Bułgaria | Tehelné pole, Bratysława Widzów: 30 tys. Sędzia: Czataraszwili |
|                  |                |     |          |                                                                |

### Grupa 9
| Poz | Zespół | Pkt | M | W | R | P | Br+ | Br− | +/− |
| --- | ------ | --- | - | - | - | - | --- | --- | --- |
| 1   | Włochy | 4   | 2 | 2 | 0 | 0 | 7   | 2   | +2  |
| 2   | Egipt  | 0   | 2 | 0 | 0 | 2 | 2   | 7   | -2  |

| 13 listopada 1953 | Egipt · Mohamed El-Attar 23' | 1:2(1:0) | Włochy · 61' Amleto Frignani · 79' Ermes Muccinelli | Stadion Nadi Ahli, Kair Widzów: 22 tys. Sędzia: Erich Steiner |
|                   |                              |          |                                                     |                                                               |

| 24 stycznia 1954 | Włochy · Egisto Pandolfini 1' · Amleto Frignani 62' · Giampiero Bonipetri 65', 86' · Eduardo Ricagni 84' | 5:1(1:1) | Egipt · 32' Alaa El-Din | Mediolan Widzów: 40 tys. Sędzia: Leo Horn |
|                  | |          |                         |                                           |

### Grupa 10
| Poz | Zespół     | Pkt | M | W | R | P | Br+ | Br− | +/− |
| --- | ---------- | --- | - | - | - | - | --- | --- | --- |
| 1   | Jugosławia | 8   | 4 | 4 | 0 | 0 | 4   | 0   | +4  |
| 2   | Grecja     | 4   | 4 | 2 | 0 | 2 | 3   | 2   | +1  |
| 3   | Izrael     | 0   | 4 | 0 | 0 | 4 | 0   | 5   | -5  |

| 9 maja 1953 | Jugosławia · Frane Matošić 21' | 1:0(1:0) | Grecja | Stadion JNA, Belgrad Widzów: 50 tys. Sędzia: Erich Steiner |
|             |                                |          |        |                                                            |

| 1 listopada 1953 | Grecja · Athanosios Bebis 53' | 1:0(0:0) | Izrael | Leoforos Alexandras Stadium, Ateny Widzów: 22 tys. Sędzia: Renzo Massai |
|                  |                               |          |        |                                                                         |

| 8 listopada 1953 | Jugosławia · Miloš Milutinović 2' | 1:0(1:0) | Izrael | Gradski Stadion, Skopje Widzów: 25 tys. Sędzia: Albert Alsteen |
|                  |                                   |          |        |                                                                |

| 8 marca 1954 | Izrael | 0:2(0:0) | Grecja · 61' Dimitris Kokkinakis · 83' Georgios Kamaras | Stadion Ramat Gan, Ramat Gan Widzów: 40 tys. Sędzia: Ricardo Pieri |
|              |        |          |                                                         |                                                                    |

| 21 marca 1954 | Izrael | 0:1(0:0) | Jugosławia · 81' Branko Zebec | Stadion Ramat Gan, Ramat Gan Widzów: 55 tys. Sędzia: Reginald Leafe |
|               |        |          |                               |                                                                     |

| 28 marca 1954 | Grecja | 0:1(0:0) | Jugosławia · 51' Todor Veselinović | Leoforos Alexandras Stadium, Ateny Widzów: 25 tys. Sędzia: Willi Rufli |
|               |        |          |                                    |                                                                        |

## Ameryka Południowa

### Grupa 11
| Poz | Zespół   | Pkt                     | M                       | W                       | R                       | P                       | Br+                     | Br−                     | +/−                     |
| --- | -------- | ----------------------- | ----------------------- | ----------------------- | ----------------------- | ----------------------- | ----------------------- | ----------------------- | ----------------------- |
| 1   | Brazylia | 8                       | 4                       | 4                       | 0                       | 0                       | 8                       | 1                       | +7                      |
| 2   | Paragwaj | 4                       | 4                       | 2                       | 0                       | 2                       | 8                       | 6                       | +2                      |
| 3   | Chile    | 0                       | 4                       | 0                       | 0                       | 4                       | 1                       | 10                      | -9                      |
| –   | Peru     | rezygnacja po losowaniu | rezygnacja po losowaniu | rezygnacja po losowaniu | rezygnacja po losowaniu | rezygnacja po losowaniu | rezygnacja po losowaniu | rezygnacja po losowaniu | rezygnacja po losowaniu |
| –   | Boliwia  | rezygnacja po losowaniu | rezygnacja po losowaniu | rezygnacja po losowaniu | rezygnacja po losowaniu | rezygnacja po losowaniu | rezygnacja po losowaniu | rezygnacja po losowaniu | rezygnacja po losowaniu |

| 14 lutego 1954 | Paragwaj · Manuel Lugo 30' · José Parodi 52' · Ireno Hermosilla 70' · Silvio Parodi 79' | 4:0(1:0) | Chile | Estadio Libertad, Asunción Widzów: 15 tys. Sędzia: Erich Steiner |
|                |                                                                                         |          |       |                                                                  |

| 21 lutego 1954 | Chile · Jorge Robledo 16' | 1:3(1:1) | Paragwaj · 22', 62' Manuel Lugo · 82' José Parodi | Estadio Nacional, Santiago Widzów: 42 130 Sędzia: Raymond Vincenti |
|                |                           |          |                                                   |                                                                    |

| 28 lutego 1954 | Chile | 0:2(0:1) | Brazylia · 37', 62' Baltazar | Estadio Nacional, Santiago Widzów: 25 085 Sędzia: Raymond Vincenti |
|                |       |          |                              |                                                                    |

| 7 marca 1954 | Paragwaj | 0:1(0:0) | Brazylia · 51' Baltazar | Estadio Libertad, Asunción Sędzia: Erich Steiner |
|              |          |          |                         |                                                  |

| 14 marca 1954 | Brazylia · Baltazar 35' | 1:0(1:0) | Chile | Estadio Maracanã, Rio de Janeiro Widzów: 112 809 Sędzia: Erich Steiner |
|               |                         |          |       |                                                                        |

| 21 marca 1954 | Brazylia · Julinho 59', 85' · Baltazar 65' · Maurinho 89' | 4:1(0:0) | Paragwaj · 75' Eulogio Martínez | Estadio Maracanã, Rio de Janeiro Widzów: 200 tys. Sędzia: Raymond Vincenti |
|               |                                                           |          |                                 |                                                                            |

## Ameryka Północna

### Grupa 12
| Poz | Zespół            | Pkt                    | M                      | W                      | R                      | P                      | Br+                    | Br−                    | +/−                    |
| --- | ----------------- | ---------------------- | ---------------------- | ---------------------- | ---------------------- | ---------------------- | ---------------------- | ---------------------- | ---------------------- |
| 1   | Meksyk            | 8                      | 4                      | 4                      | 0                      | 0                      | 19                     | 1                      | +18                    |
| 2   | Stany Zjednoczone | 4                      | 4                      | 2                      | 0                      | 2                      | 7                      | 9                      | -2                     |
| 3   | Haiti             | 0                      | 4                      | 0                      | 0                      | 4                      | 2                      | 18                     | -16                    |
| –   | Kostaryka         | zgłoszenie po terminie | zgłoszenie po terminie | zgłoszenie po terminie | zgłoszenie po terminie | zgłoszenie po terminie | zgłoszenie po terminie | zgłoszenie po terminie | zgłoszenie po terminie |
| –   | Kuba              | zgłoszenie po terminie | zgłoszenie po terminie | zgłoszenie po terminie | zgłoszenie po terminie | zgłoszenie po terminie | zgłoszenie po terminie | zgłoszenie po terminie | zgłoszenie po terminie |

| 19 lipca 1953 | Meksyk · Tomás Balcázar 22', 24', 76' · Gregorio Gómez 27' · Nicolás Téllez 34' · Pedro Arnauda 38', 69', 85' | 8:0(5:0) | Haiti | Ciudad de los Deportes, Meksyk Sędzia: William Crawford |
|               | |          |       |                                                         |

| 27 grudnia 1953 | Haiti | 0:4(0:2) | Meksyk · 4' Rafael Avalos · 14', 59' José Luis Lamadrid · 65' Tomás Balcázar | Stade Paul Magloire, Port-au-Prince Widzów: 27 tys. Sędzia: Walter van Rosberg |
|                 |       |          |                                                                              |                                                                                |

| 10 stycznia 1954 | Meksyk · Tomás Balcázar 4' · William Sheppell 16' (sam) · José Luis Lamadrid 57' · José Naranjo 61' | 4:0(2:0) | Stany Zjednoczone | Ciudad de los Deportes, Meksyk Widzów: 60 tys. Sędzia: Godfrey Sunderland |
|                  | |          |                   |                                                                           |

| 14 stycznia 1954 | Meksyk · Alfredo Torres 59', 89' · José Luis Lamadrid 82' | 3:1(0:1) | Stany Zjednoczone · 7' William Looby | Ciudad de los Deportes, Meksyk Widzów: 40 tys. Sędzia: John Best |
|                  |                                                           |          |                                      |                                                                  |

| 3 kwietnia 1954 | Haiti · Gerald Ellie 60' (k) · Gerald Haig 89' | 2:3(0:2) | Stany Zjednoczone · 20' Cornelius Casey · 42' Yprem chachurian · 83' William Looby | Stade Paul Magloire, Port-au-Prince Sędzia: Walter van Rosberg |
|                 |                                                |          |                                                                                    |                                                                |

| 4 kwietnia 1954 | Haiti | 0:3(0:2) | Stany Zjednoczone · 22', 65' William Looby · 31' Ruben Mendoza | Stade Paul Magloire, Port-au-Prince Widzów: 6 tys. Sędzia: Walter van Rosberg |
|                 |       |          |                                                                |                                                                               |

## Azja

### Grupa 13
| Poz | Zespół           | Pkt                                 | M                                   | W                                   | R                                   | P                                   | Br+                                 | Br−                                 | +/−                                 |
| --- | ---------------- | ----------------------------------- | ----------------------------------- | ----------------------------------- | ----------------------------------- | ----------------------------------- | ----------------------------------- | ----------------------------------- | ----------------------------------- |
| 1   | Korea Południowa | 3                                   | 2                                   | 1                                   | 1                                   | 0                                   | 7                                   | 3                                   | +4                                  |
| 2   | Japonia          | 1                                   | 2                                   | 0                                   | 1                                   | 1                                   | 3                                   | 7                                   | -4                                  |
| –   | Izrael           | przydzielony do strefy europejskiej | przydzielony do strefy europejskiej | przydzielony do strefy europejskiej | przydzielony do strefy europejskiej | przydzielony do strefy europejskiej | przydzielony do strefy europejskiej | przydzielony do strefy europejskiej | przydzielony do strefy europejskiej |
| –   | Tajwan           | rezygnacja po losowaniu             | rezygnacja po losowaniu             | rezygnacja po losowaniu             | rezygnacja po losowaniu             | rezygnacja po losowaniu             | rezygnacja po losowaniu             | rezygnacja po losowaniu             | rezygnacja po losowaniu             |
| –   | Wietnam          | zgłoszenie po terminie              | zgłoszenie po terminie              | zgłoszenie po terminie              | zgłoszenie po terminie              | zgłoszenie po terminie              | zgłoszenie po terminie              | zgłoszenie po terminie              | zgłoszenie po terminie              |
| –   | Indie            | zgłoszenie po terminie              | zgłoszenie po terminie              | zgłoszenie po terminie              | zgłoszenie po terminie              | zgłoszenie po terminie              | zgłoszenie po terminie              | zgłoszenie po terminie              | zgłoszenie po terminie              |

| 7 marca 1954 | Japonia · Ken Naganuma 16' | 1:5(1:2) | Korea Południowa · 22' Chung Nam-shik · 34' Choi Gwang-seok · 65' Sung Nak-woon · 82', 85' Choi Chung-min | Meiji Stadium, Tokio Widzów: 8 tys. Sędzia: John Haran |
|              |                            |          | |                                                        |

| 14 marca 1954 | Japonia · Toshio Iwatani 17', 61' | 2:2(1:2) | Korea Południowa · 24' Chung Nam-shik · 43' Choi Gwang-seok | Meiji Stadium, Tokio Widzów: 13 tys. Sędzia: John Haran |
|               |                                   |          |                                                             |                                                         |

## Afryka
| Poz | Zespół | Pkt                                 | M                                   | W                                   | R                                   | P                                   | Br+                                 | Br−                                 | +/−                                 |
| --- | ------ | ----------------------------------- | ----------------------------------- | ----------------------------------- | ----------------------------------- | ----------------------------------- | ----------------------------------- | ----------------------------------- | ----------------------------------- |
| –   | Egipt  | przydzielony do strefy europejskiej | przydzielony do strefy europejskiej | przydzielony do strefy europejskiej | przydzielony do strefy europejskiej | przydzielony do strefy europejskiej | przydzielony do strefy europejskiej | przydzielony do strefy europejskiej | przydzielony do strefy europejskiej |

## Awans
| Drużyna          | Grupa kwalifikacyjna | Liczba występów do tej pory | Najlepszy wynik                   | Ostatni występ |
| ---------------- | -------------------- | --------------------------- | --------------------------------- | -------------- |
| Anglia           | Grupa 3              | 1                           | 1 runda (1950)                    | 1950           |
| Austria          | Grupa 5              | 1a                          | 4 miejsce (1934)                  | 1934a          |
| Belgia           | Grupa 2              | 3                           | 1 runda (1930, 1934, 1938)        | 1938           |
| Brazylia         | Grupa 11             | 4                           | 2 miejsce (1950) 3 miejsce (1938) | 1950           |
| Czechosłowacja   | Grupa 8              | 3                           | 2 miejsce (1934)                  | 1938           |
| Francja          | Grupa 4              | 3                           | Ćwierćfinał (1938)                | 1938           |
| Jugosławia       | Grupa 10             | 2                           | 3 miejsce (1930)                  | 1950           |
| Korea Południowa | Grupa 13             | debiutant                   | debiutant                         | debiutant      |
| Meksyk           | Grupa 12             | 2                           | 1 runda (1930, 1950)              | 1950           |
| RFN              | Grupa 1              | 2b                          | 3 miejsce (1934)b                 | 1938b          |
| Szkocja          | Grupa 3              | debiutantc                  | debiutantc                        | debiutantc     |
| Szwajcaria       | gospodarz            | 3                           | Ćwierćfinał (1934, 1938)          | 1950           |
| Turcja           | Grupa 6              | debiutantd                  | debiutantd                        | debiutantd     |
| Urugwaj          | obrońca tytułu       | 2                           | Mistrzostwo (1930, 1950)          |                |
| Węgry            | Grupa 7              | 2                           | 2 miejsce (1938)                  | 1938           |
| Włochy           | Grupa 9              | 3                           | Mistrzostwo (1934, 1938)          |                |

a W 1938 r. Austria nie wystartowała w mistrzostwach mimo awansu z powodu Anschlussu.

b Jako reprezentacja Niemiec.

c W 1950 r. Szkocja wywalczyła awans do turnieju, jednak odmówiła udziału.

d W 1950 r. Turcja wywalczyła awans do turnieju, jednak odmówiła udziału.